# Бухгалтерская система
Бухгалтерская система (система автоматизации бухгалтерского учёта, САБУ) — программное обеспечение, предназначенное для ведения бухгалтерского и фискального (направленного на удовлетворение требований государства по расчёту и уплате налогов) учёта.
По масштабности и сложности учёта бухгалтерские системы можно разделить на несколько условных классов: персональные, для малых и средних предприятий, для крупных организаций.

## Персональные системы
Персональные бухгалтерские системы предназначены для учёта доходов и расходов, учёта персональных кредитов, частных инвестиций. К отличительным чертам таких систем можно отнести простоту использования и управления, наличие готовых настроек счетов для бытовых применений, малая стоимость, либо полная бесплатность, упрощённая система безопасности. Некоторые программы используют закрытый формат базы данных, что не позволяет импортировать данные в другие системы и привязывает пользователя к используемой. Некоторые персональные системы обеспечивают возможность хранения данных на серверах поставщика бухгалтерской программы, что позволяет связываться и работать со своей бухгалтерской базой с любого устройства. Альтернативой персональным системам бухгалтерского учёта являются программы для ведения электронных таблиц.
В последнее время, с ростом аудитории Интернета, стали пользоваться популярностью онлайн-системы для ведения домашней бухгалтерии. Предоставляя тот же набор возможностей по анализу и планированию бюджетов они имеют ряд преимуществ: доступ к финансовой информации через интернет-браузер (в том числе через мобильные устройства) независимость от операционных систем, мониторинг состояния банковских счетов.

## Системы для средних и малых предприятий
Основные требования к бухгалтерским системам для малых и средних предприятий:
- Автоматизация подготовки обязательной отчетности для государственных органов;
- Регулярный выход обновлений в связи с изменениями нормативных документов;
- Многопользовательская работа;
- Автоматизация расчёта налогообложения для организаций;
- Наличие настроек или компонентов для автоматизации учёта в специфических областях деятельности, таких как торговля, производство, сфера услуг.

## Системы для крупных предприятий
Бухгалтерский учёт в крупных предприятиях ведётся, как правило, в рамках ERP-систем, позволяющих автоматизировать не только бухгалтерский учёт, но и осуществлять учёт и управление всеми ресурсами предприятия. Крупнейшие поставщики тиражируемых ERP-системы в сегменте организаций с выручкой более $1 млрд — SAP (47 % рынка), Oracle (32 %), у Microsoft (4 %).

## Организация программ
Хозяйствования роль бухгалтерского учета неуклонно возрастает в связи с тем, что руководителям и специалистам организаций, предприятий и фирм требуется достоверная информация, характеризующая производственные процессы и хозяйственные операции для принятия своевременных оптимальных решений. Наиболее эффективной децентрализованной обработкой является информация на базе ПК.
Традиционно бухгалтерский учет разделяется на участки: банковские операции, учет основных средств, складской учет и т. д. Этот подход положен в основу большей части бухгалтерских программ. Начиная работать с такой программой, вы видите на экране монитора перечень этих участков. За каждым из них в компьютере скрывается программный модуль. Такие модули называются автоматизированными рабочими местами (АРМ).
В зависимости от используемых технических и программных средств АРМ можно разделить на локальные и сетевые.
- Локальное — дает возможность специалисту проводить обработку данных на отдельно взятом рабочем месте. В этом случае классификаторы, нормативно-справочная информация и все базы данных хранятся в памяти компьютера.
- Сетевые — позволяют совместно использовать информацию различными группами пользователей.

Наиболее эффективным и рациональным режимом работы АРМ является его функционирование в рамках локальной вычислительной сети.
Для современного этапа развития компьютерной обработки характерна интеграция задач бухгалтерского учета, предусмотренная операциями технологического процесса. Суть его в том, что, обрабатывая каждый участок бухгалтерского учета на отдельном АРМ, формируется информация, которая впоследствии объединяется и используется головным модулем программы для получения сводной бухгалтерской отчетности (режим «перенос проводок»).